# Aleksander Kundin
Aleksander Kundin (ur. 25 czerwca 1981) – izraelski szachista, mistrz międzynarodowy od 2004 roku.

## Kariera szachowa
Największe sukcesy w karierze odniósł jako junior. W 1997 r. zdobył w Petach Tikwie tytuł mistrza kraju w kategorii do 16 lat. Wielokrotnie reprezentował Izrael na mistrzostwach świata i Europy juniorów w różnych kategoriach wiekowych, zdobywając cztery medale: złoty (Tallinn 1997 – ME do 16), srebrny (Szombathely 1993 – ME do 12 lat) oraz dwa brązowe (Erywań 1997 – MŚ do 16 lat, Litochoro 1999 – ME do 18 lat). Od 2003 r. w turniejach klasyfikowanych przez Międzynarodową Federację Szachową startuje bardzo rzadko, wyłącznie w rozgrywkach drużynowych.
Najwyższy ranking w karierze osiągnął 1 lipca 2000 r., z wynikiem 2444 punktów zajmował wówczas 38. miejsce wśród izraelskich szachistów.